# Palais magistral (Malte)
Pour le palais situé à Rome, voir Palais magistral (Rome).
Le palais magistral (en maltais Palazz Maġistrali) ou Palazz tal-Belt (Palais de la cité ou de La Valette), plus simplement Il-Palazz (le Palais) ou encore Grandmaster's Palace (Palais du grand maître) est un édifice monumental situé à La Valette, et la résidence officielle du président de Malte.

## Historique
Il a été construit à partir de 1572 sur l'ordre de Jean L'Evesque de La Cassière à la suite du Grand Siège de Malte par les Ottomans. Après avoir été la résidence du gouverneur de Malte, il sert depuis 1974 de résidence au président de Malte.

## Description
Le palais a une façade assez austère, avec deux entrées principales surmontées d'un balcon.
À l'intérieur, on trouve une majestueuse salle du Trône, qui était la salle de réunion du Grand Conseil de l'Ordre des Hospitaliers. Au-dessus du niveau des fenêtres, court un ensemble de treize peintures murales dues à Matteo Pérez (1547-1616) qui représentent le Grand Siège de Malte de 1565. L'armurerie du palais abrite l'une des plus riches collections d'armes anciennes du monde.